# Tasque
Tasque település Franciaországban, Gers megyében. Lakosainak száma 245 fő (2022. január 1.). Tasque Cahuzac-sur-Adour, Galiax, Goux, Izotges, Lasserade, Plaisance, Pouydraguin és Termes-d’Armagnac községekkel határos.

## Népesség
A település népessége az elmúlt években az alábbi módon változott:
| Lakosok száma | 259  | 216  | 217  | 209  | 267  | 260  | 255  | 250  | 248  | 245  |
|               | 1968 | 1982 | 1990 | 2006 | 2013 | 2015 | 2017 | 2019 | 2020 | 2022 |